# Comodoro (Mato Grosso)
Comodoro es un municipio brasileño del estado de Mato Grosso. Su población en  2016 era de 27.601 habitantes según la estimación del  IBGE. Tiene un área de 21 774,22 km².

## Historia
Era habitada primitivamente por el pueblo indígena Nambikwára y Enawenê-nawê, que permanece en la región en reservas especialmente delimitadas por la Ley Federal. El primer movimiento de la civilización no indígena en la región ocurrió en el siglo Siglo XVIII, por Leonardo de Oliveira con la fundación de Vila Bela. Sin embargo, se considera como el primer contacto oficial lo que ocurrió con Cándido Rondón, durante la construcción de la Línea Telegráfica, resultando en la inauguración de la Línea Telegráfica de Nambiquaras, el 12 de octubre de 1911. A finales de la década de 1940 e inicio de la década de 1950, La actividad de extracción de caucho ubicada en las matas de los ríos Piolho, Cabixi, Jabón y Galera, en el Valle del Guaporé fue expresiva, destacando el papel del seringalista Antônio Cezário Miguel Áskar, más conocido por Canguru. Esta explotación contribuyó a la invasión del área de habitada por los Enawenê-nawê. Esta región viene siendo sometida desde el inicio de la década del 60 a un acelerado proceso de ocupación, fruto de la expansión de las fronteras agrícolas hacia la Amazonía Occidental. La carretera federal BR-364, que se extiende desde Cuiabá (Mato Grosso) hasta la frontera con Perú, pasando por Porto Velho  (Rondonia) y Río Branco (Acre), es considerado como eje principal de ocupación.
Se trata de un entorno geomórfico apropiado para el desarrollo de una agricultura ostensible y mecanizada, las tierras de la Chapada dos Parecis, especialmente Comodoro, fueron aceleradamente ocupadas por grandes propiedades agrícolas dedicadas principalmente a la cultura de granos como la soja y el arroz. En cuanto a los cultivos de frijol, café, etc. Son explotados por la agricultura familiar, ubicados en terrenos más accidentados.
Comodoro debe su formación como municipio resultante del movimiento de los gobiernos federal y estatal, que propiciaron el establecimiento de la frontera agrícola de . Sumado a este movimiento, por la región se ubica como paso de Cuiabá y Región Sur, Sudeste de Brasil y Centro-Oeste para Vilhena y Porto Velho y viceversa. El lugar se estableció como una aldea, que inicialmente llevó el nombre de Nova Alvorada.
Nova Alvorada fue el primer nombre que precedió al de Comodoro. El pueblo ganó jurisdicción como distrito de Vila Bela da Santíssima Trindade a través de la Ley N ° 3.868, de 6 de junio de 1977. Dos años después, otro pueblo ganó protagonismo en esa región, Novo Oeste, que asumió la prerrogativa de distrito, por lo que Nova Alvorada volvió a la categoría de aldea (Ley N ° 4.091). Tuvo un incremento desde 1983, gracias a incentivos fiscales, préstamos y programas del Gobierno Federal que propiciaron el establecimiento de la región como una de las fronteras agrícolas de Mato Grosso. Con el crecimiento, se permitió la afirmación política de Comodoro, habiendo absorbido la sede distrital de Novo Oeste, a través de la Ley nº. 4.636, de 22 de marzo de 1985. Ley núm. 5000, de 13 de mayo , 1.986, escrito por el diputado Francisco Monteiro y sancionado por el gobierno de Júlio Campos , creó el Municipio de Comodoro, desmembrado del municipio de Vila Bela da Santíssima Trindade.
El proyecto de colonización de Comodoro surgió también en 1983, ideado por José Carlos Piovezan y su familia, el cual era dueño de extensas áreas en la región. La familia Piovezan junto con Luiz Grandi desarrolló el proyecto. Se previó el asentamiento de 17.000 colonos que vinieron especialmente de la Región Sur del país.
- Datos: Q1221976
- Multimedia: Comodoro (Mato Grosso) / Q1221976

1. ↑  Worldpostalcodes.org,código postal n.º 78310-000.